# Douglas Haig, 1. Earl Haig

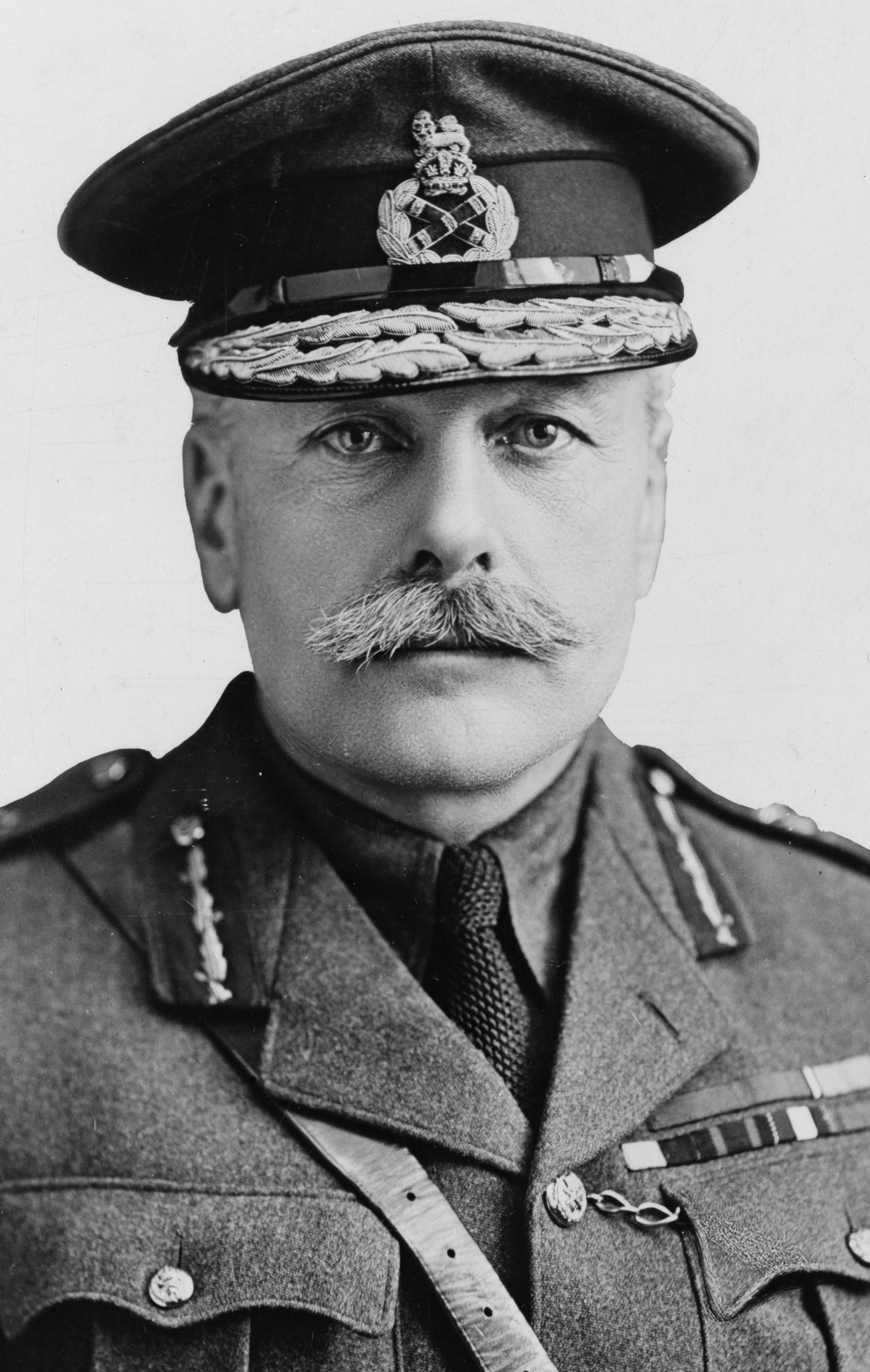
Douglas Haig (1917)

Douglas Haig, 1. Earl Haig (* 19. Juni 1861 in Edinburgh; † 29. Januar 1928 in London) war ein britischer Feldmarschall. Während des Ersten Weltkriegs war er von 1915 bis 1918 Oberbefehlshaber der British Expeditionary Force an der Westfront.
Sein Tagebuch aus der Zeit des Ersten Weltkriegs wurde 2015 zum Weltdokumentenerbe der UNESCO erklärt.

## Leben

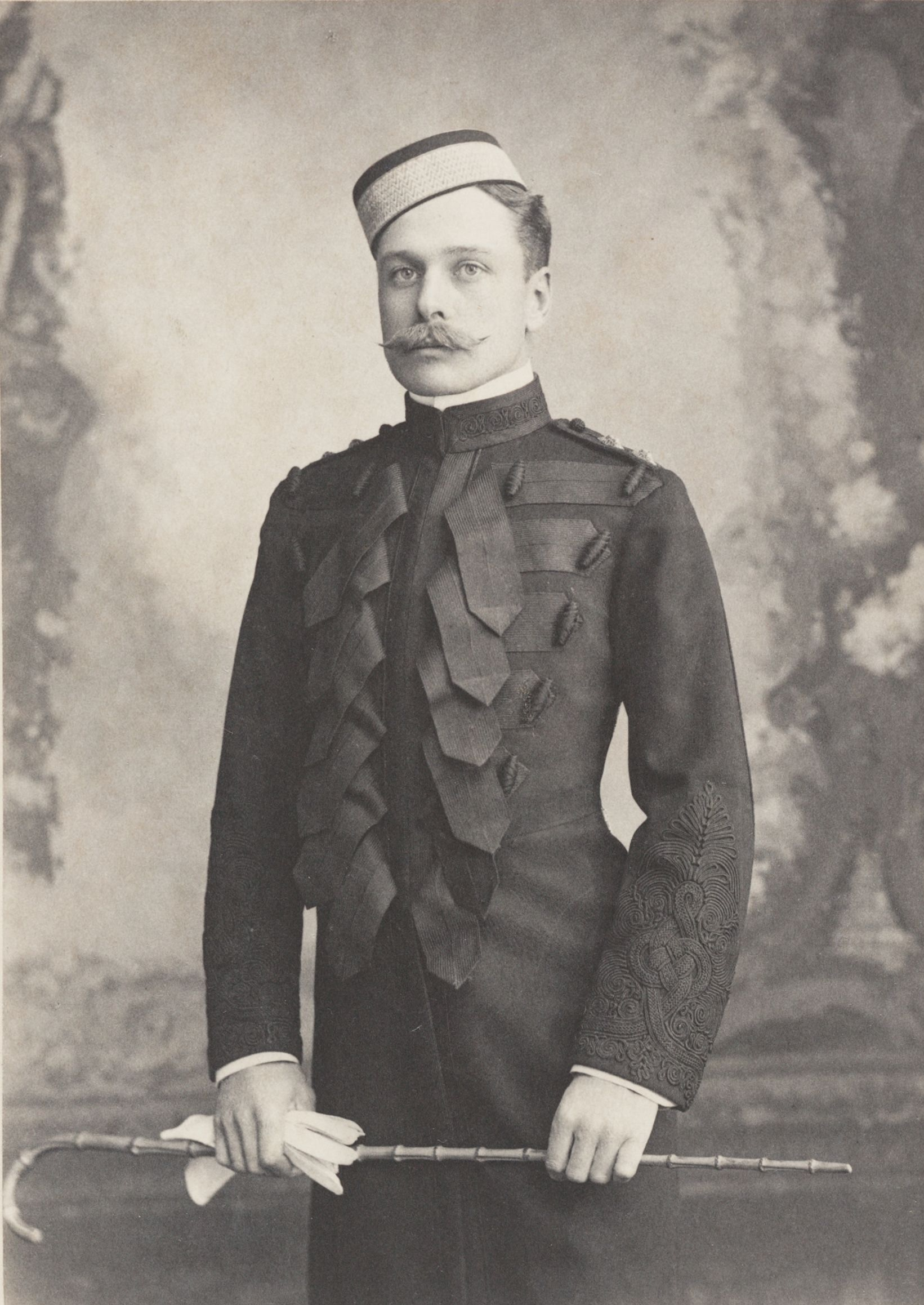
Haig als junger Offizier der 7th Queen's Own Hussars

Douglas Haig wurde am 19. Juni 1861 in der schottischen Hauptstadt Edinburgh geboren. Er war der jüngste Sohn des Unternehmers John Haig und entstammte einer wohlhabenden Whiskydestillerfamilie. Die Familie lebte in einem Haus am vornehmen Charlotte Square von Edinburgh und in der Ortschaft Windygates. 1869 begann Haigs Ausbildung an Privatschulen in St Andrews, Edinburgh sowie dem Clifton College in Bristol. Nach einer Rundreise durch die Vereinigten Staaten, studierte er von 1880 bis 1883 Wirtschaftspolitik, Geschichte und französische Literatur am Brasenose College der renommierten University of Oxford. Während seiner Studienzeit gehörte Haig der elitären Tischgesellschaft Bullingdon Club an und spielte in der Polo-Mannschaft der Universität. Haig war ein typischer Vertreter der Upper Class des Viktorianischen Zeitalters.
Nach dem Studium stieg Haig nicht in das Familienunternehmen Cameronbridge ein, sondern entschied sich für eine militärische Laufbahn und wurde im Januar 1884 an der Royal Military Academy Sandhurst angenommen. Sein Offizierspatent erhielt er am 7. Februar 1885 und trat als Leutnant in das Husaren-Regiment 7th Queen's Own Hussars ein. Seine erste Verwendung führte ihn nach Britisch-Indien (1886–1892). Anschließend kehrte er nach Großbritannien zurück, um den Posten als Adjutant des Generalinspekteurs der Kavallerie, Keith Fraser, zu übernehmen. 1896/97 absolvierte Haig die Generalstabsausbildung am Staff College Camberley, bevor er 1898 in den Sudan versetzt und in der Bekämpfung des Mahdi-Aufstandes eingesetzt wurde. Haig nahm an der Schlacht am Atbara teil und führte in der Schlacht von Omdurman eine eigene Eskadron. Für seine Verdienste erhielt Haig das Victoria-Kreuz und wurde am 15. November 1898 zum Brevet-Major befördert. Nach einer kurzen Verwendung in der Garnison Aldershot wurde Haig der Adjutant von Major-General John French und kämpfte mit dessen Kavallerie-Division von 1899 bis 1902 im Zweiten Burenkrieg. Die Kämpfe in Südafrika wurden äußerst hart geführt und die britischen Streitkräfte wandten die Strategie der verbrannten Erde an oder inhaftierten die burische Zivilbevölkerung in Konzentrationslagern. Für seine Leistungen erhielt Haig den Order of the Bath, wurde viermal im Kriegsbericht erwähnt (mentioned in dispatches) und am 17. Juli 1901 zum Oberstleutnant befördert. Haig kommandierte kurzzeitig das Kavallerie-Regiment 17th Lancers in Großbritannien, bevor er 1903 nach Indien zurückkehrte und den Posten als Generalinspekteur der Kavallerie der Britisch-Indischen Armee übernahm. Seine Leistungen in den Kolonialkriegen hatten Haigs militärische Karriere vorangebracht und er stieg 1904 zum jüngsten Major-General des Empire auf. Er kehrte 1906 nach Großbritannien zurück, um die Leitung der Ausbildungsabteilung des Kriegsministeriums zu übernehmen. Von 1912 bis 1914 kommandierte er das Aldershot Command.

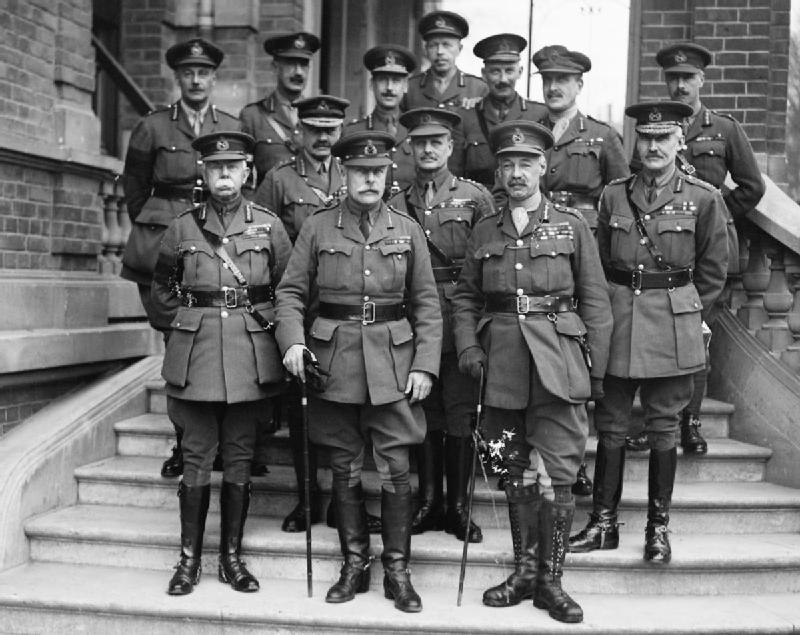
Haig mit seinen Armeebefehlshabern und weiteren Offizieren am Tag des Waffenstillstands

Den gesamten Weltkrieg diente Haig an der Westfront, erst als Kommandierender General des I. Korps, als der er die deutsche Offensive in der Ersten Ypernschlacht abwehrte. Anfang 1915 erhielt Haig das Kommando über die neu formierte 1. Britische Armee. Im Dezember dieses Jahres wurde er Nachfolger von John French als Oberbefehlshaber des Britischen Expeditionskorps (englisch British Expeditionary Force, BEF).

In den Schlachten an der Somme, 1916, bei Arras und in der Dritten Flandernschlacht (1917) und im letzten Kriegsjahr führte Haig die BEF. Am 1. Januar 1917 wurde er zum Feldmarschall ernannt. Während die französischen Verbündeten und die britische Regierung von einem Zusammenbruch Deutschlands frühestens 1919 oder 1920 ausgingen, war Haig im Sommer 1918 überzeugt, diesen Punkt noch im laufenden Jahr zu erreichen. So setzte er sich vor allem gegen Ferdinand Foch durch und erreichte, dass die alliierte Offensive im August 1918 nicht als punktuelle, sondern als breit gespannte Operation angelegt wurde, die die Deutschen zu Waffenstillstandsverhandlungen zwang.
Haig ist bis heute umstritten. Ihm wird vorgeworfen, durch eine zu konservative Truppenführung unter weitgehender Nichtbeachtung der Fortschritte in der Militärtechnik enorme und unnötige Verluste verschuldet zu haben. Ferner wird ihm vorgeworfen, die Wirkung einzelner Waffensysteme falsch eingeschätzt zu haben: Als gelernter Kavallerist war er überzeugt, dass sich feindliche Maschinengewehrstellungen am besten durch schneidige, frontale Reiterangriffe ausschalten ließen, zumal eine Kugel „ein Pferd kaum aufzuhalten vermag“, und befahl daher häufig Frontalattacken, sowohl durch Kavallerie als auch durch Infanterie. Dabei unterschätzte er lange Zeit die Effizienz der modernen Defensivwaffen. Für fragwürdig geringe Erfolge nahm er hohe Verluste seiner Truppen in Kauf. Nachdem die britische Armee an den ersten beiden Tagen der Sommeschlacht 1916 die höchsten Verluste in ihrer Geschichte erlitten hatte, erhielt er den Beinamen „Butcher of the Somme“. Die Einwilligung für die ebenfalls sehr verlustreiche Dritte Flandernschlacht gab Premierminister David Lloyd George erst auf massiven Druck Haigs.
Erst als sich mit dem Aufkommen der ersten praxistauglichen Panzer das taktische Gleichgewicht wieder zugunsten der Offensive verschob, erwies sich Haigs Strategie als erfolgreich. Der amerikanische Historiker Paul Fussell beschrieb ihn aufgrund seines Wirkens im Ersten Weltkrieg als einen sturen Charakter ohne Sinn für Selbstkritik oder Innovationen. Er ging so weit zu sagen, Haig habe durch sein Beispiel die kritische Einstellung vieler Intellektueller gegenüber militärischen und politischen Führungspersonen begründet.

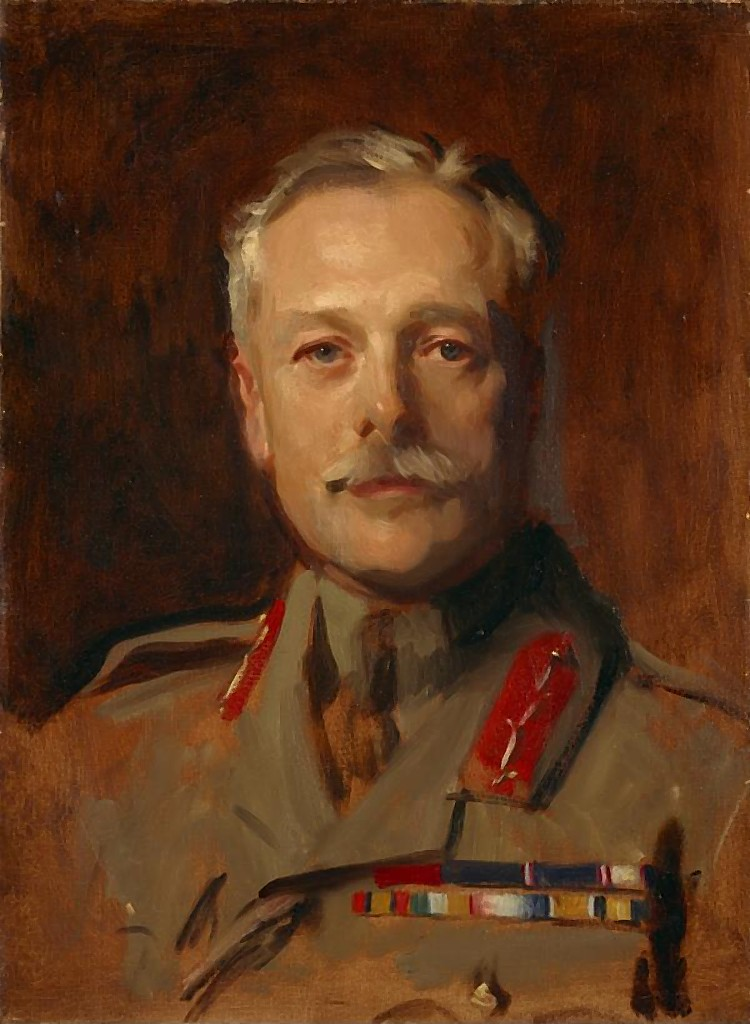
Douglas Haig um 1920. Porträtstudie von John Singer Sargent für General Officers of World War I.

Nach dem Krieg wurde Haig am 29. September 1919 durch Verleihung der Titel Earl Haig, Viscount Dawick und Baron Haig in den erblichen Adelsstand erhoben und dadurch Mitglied des House of Lords. 1921 erhielt er das Anwesen Bemersyde House als Geschenk des Staates. 1922 wurde er Kanzler der University of St Andrews. Nach seinem Tod wurde er auf dem Grundstück der aufgehobenen Dryburgh Abbey begraben.

## Ehe und Nachkommen
Seit dem 11. Juli 1905 war er mit Hon. Dorothy Maud Vivian, Tochter des Hussey Vivian, 3. Baron Vivian, verheiratet. Mit ihr hatte er vier Kinder:
- Lady Alexandra Henrietta Louisa Haig (1907–1997), ⚭ (1) Rear-Admiral Clarence Howard-Johnston (1903–1996), ⚭ (2) Hugh Trevor-Roper, Baron Dacre of Glanton (1914–2003)
- Lady Victoria Doris Rachel Haig (1908–1993), ⚭ Claud Montagu-Douglas-Scott (1906–1971), Enkel des William Montagu-Douglas-Scott, 6. Duke of Buccleuch
- George Alexander Eugene Douglas Haig, 2. Earl Haig (1918–2009)
- Lady Irene Violet Freesia Janet Augusta Haig (1919–2001), ⚭ Gavin Astor, 2. Baron Astor of Hever (1918–1984)

1928 beerbte ihn sein Sohn George als 2. Earl Haig. Seine Tochter Alexandra war die Mutter des britischen Historikers James Howard-Johnston. Seine Cousine Sybil Haig war die Frau von David Thomas, 1. Viscount Rhondda und Mutter der Frauenrechtlerin Margaret Mackworth, 2. Viscountess Rhondda.

## Zitat
- A dour scotsman and the dullest dog I ever had the happiness to meet. (dt.: „Ein mürrischer Schotte und der größte Langweiler, dem zu begegnen ich je das Vergnügen hatte“) – Field Marshal Lord Chetwode über Haig.